# Sejong (ciudad)
Sejong (del coreano: 세종), oficialmente Ciudad Autónoma Especial de Sejong (en coreano: 세종특별자치시, Sejong-teukbyeoljachisi), es una ciudad de Corea del Sur que funciona de facto como la capital administrativa del país. Está situada en el este de la provincia de Chungcheong del Sur, a 120 kilómetros al sur de Seúl.
Oficialmente fundada el 1 de julio de 2012, la ciudad fue construida por iniciativa del presidente Roh Moo-hyun para trasladar la capitalidad de Seúl y descentralizar el país. Sin embargo, la justicia surcoreana falló que esa medida era inconstitucional, así que fue reconvertida en capital administrativa para acoger buena parte de las oficinas públicas. El nombre honra al soberano Sejong el Grande.

## Historia

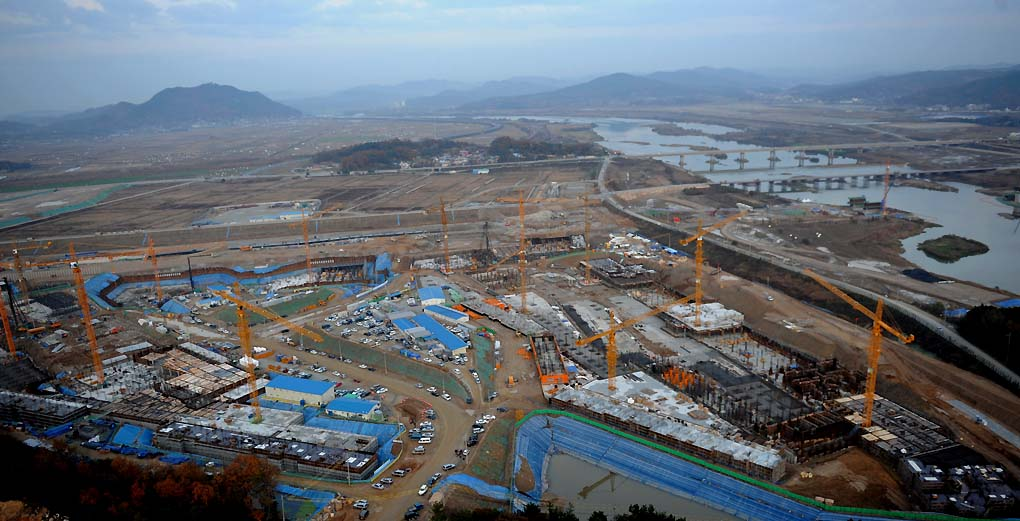
Obras de construcción en Sejong (2009).

La ciudad de Sejong fue una iniciativa del presidente surcoreano Roh Moo-hyun, quien propuso en 2003 el traslado de la capitalidad de Corea del Sur a una nueva localidad construida desde cero. Con ello se pretendía reducir el impacto de Seúl en la gobernanza del país, así como impulsar el desarrollo de otras regiones a través de un modelo descentralizado. La opción finalmente elegida fue un terreno en la provincia de Chungcheong del Sur, colindante con Daejeon y a 120 km de distancia de Seúl.
En octubre de 2004, el Tribunal Constitucional falló que la capitalidad debía mantenerse en Seúl a instancias de un recurso del opositor Gran Partido Nacional. Al ser necesaria una reforma de la carta magna, el presidente Roh tuvo que modificarlo a una nueva «ciudad autónoma» que acogería la mayoría de administraciones públicas, y que sí fue aprobado por la Asamblea Nacional en marzo de 2005. Para determinar el nombre de la localidad se llevó a cabo un proceso participativo, siendo elegido «Sejong» en honor al soberano Sejong el Grande.
El proyecto quedó en duda con el cambio de gobierno en 2008. El nuevo presidente Lee Myung-bak, del Gran Partido Nacional, rechazaba trasladar los ministerios a Sejong porque consideraba que era ineficiente, así que propuso en su lugar reconvertirla en «un centro industrial, científico y educacional». No obstante, la idea original ya estaba muy avanzada y tanto la oposición como miembros de su propio partido (liderados por su rival Park Geun-hye) votaron por mantenerlo. La presidencia le concedió el estatus de «ciudad autónoma especial», independiente de Chungcheong del Sur, y al mismo tiempo desarrolló incentivos para que las empresas trasladaran sus sedes a Sejong.
El 1 de julio de 2012 tuvo lugar la inauguración oficial de Sejong. En menos de dos años ya se había completado el traslado de 9 ministerios y 16 organizaciones estatales, con el objetivo de que el resto lo hagan antes de 2030. Seúl se quedará con la Asamblea Nacional.

## Administración
La ciudad autónoma de Sejong fue fundada mediante la unión del condado de Yeongi (Chungcheong del Sur), tres distritos de Gongju (Chungcheong del Norte) y un distrito de Cheongju.
La división actual es de una villa, cuatro barrios y nueve distritos, de acuerdo con la organización territorial surcoreana.
- Barrio de Hansol (한솔동)
- Barrio de Dodam (도담동)
- Barrio de Areum (아름동)
- Barrio de Jongchon (종촌동)
- Villa de Jochiwon (조치원읍)
- Distrito de Yeongi (연기면)
- Distrito de Yeondong (연동면)
- Distrito de Bugang (부강면)
- Distrito de Geumnam (금남면)
- Distrito de Janggun (장군면)
- Distrito de Yeonseo (연서면)
- Distrito de Jeonui (전의면)
- Distrito de Jeondong (전동면)
- Distrito de Sojeong (소정면)

## Transporte
Sejong cuenta con una completa red de transporte desde su fundación. El sistema de carreteras se diseñó de forma radial, de modo que cualquier ciudad esté a menos de dos horas de distancia, y conecta directamente con dos grandes autopistas: Seúl al noroeste y Daejeon al sur. En cuanto a transporte público, el municipio gestiona servicio de bicicletas, autobuses y ocho paradas integradas en tren de cercanías, dentro de la línea Gyeongbu de Korail que permite llegar a Seúl en menos de 90 minutos.
La capital administrativa puede recurrir a la estación de Osong (Cheongwon) para el tren de alta velocidad y al Aeropuerto Internacional de Cheongju (IATA: CJJ) para vuelos comerciales.